# Чемпионат СССР по волейболу среди женщин 1938
5-й чемпионат СССР по волейболу среди женщин проходил с 26 по 30 августа 1938 года (финальный турнир) в Москве на теннисном стадионе ЦДКА с участием 6 команд.
Турнир 1938 года явился первым чемпионатом СССР, проведённым для клубных команд ДСО и ведомств. Финальному турниру предшествовали отборочные зональные соревнования в различных городах страны.
В финале 6 команд провели однокруговой турнир, по результатам которого определена итоговая расстановка мест. Первым чемпионом СССР среди клубных команд стал московский «Спартак».

## Результаты
| М   | Команда             | 1   | 2   | 3   | 4   | 5   | 6   | И | В | П | С/П  | О  |
| --- | ------------------- | --- | --- | --- | --- | --- | --- | - | - | - | ---- | -- |
| 1   | «Спартак» Москва    |     | 2:1 | 2:0 | 2:0 | 2:0 | 2:1 | 5 | 5 | 0 | 10:2 | 10 |
| 2   | ЦДКА                | 1:2 |     | 2:0 | 2:0 | 2:0 | 2:0 | 5 | 4 | 1 | 9:2  | 9  |
| 3   | «Рот-Фронт» Москва  | 0:2 | 0:2 |     | 2:0 | 2:0 | 2:0 | 5 | 3 | 2 | 6:4  | 8  |
| 4—6 | «Наука» Москва      | 0:2 | 0:2 | 0:2 |     | 0:2 | 2:0 | 5 | 1 | 4 | 2:8  | 6  |
| 4—6 | «Спартак» Харьков   | 0:2 | 0:2 | 0:2 | 2:0 |     | 1:2 | 5 | 1 | 4 | 3:8  | 6  |
| 4—6 | «Строитель» Тбилиси | 1:2 | 0:2 | 0:2 | 0:2 | 2:1 |     | 5 | 1 | 4 | 3:9  | 6  |

## Призёры
«Спартак» (Москва): Нина Бодрова, Зинаида Зубарева, Зоя Козлова, Р.Куренкова, Нина Лагуткина, Н.Майорова, С.Семёнова.
 ЦДКА: Елена Войт, Антонина Ильина, Валентина Осколкова, Н.Семёнова, Клавдия Топчиева, Анна Фокина. Тренер — Валентина Осколкова.
 «Рот-Фронт» (Москва): К.Аравиашвили, Е.Демидова, Александра Жарова, Т.Каекина, Н.Леонтьева, Г.Оболенская, Е.Сизых, В.Страхова. Тренер — Николай Бендеров.